# Simbolon Purba
Simbolon Purba is een bestuurslaag in het regentschap Samosir van de provincie Noord-Sumatra, Indonesië. Simbolon Purba telt 2287 inwoners (volkstelling 2010).